# Yusup Abdusalomov
Yusup Abdusalomov Rashidovich (in russo Юсуп Абдусаламов Рашидович?; 8 novembre 1977) è un lottatore tagiko, specializzato nella lotta libera.

## Palmarès

### Olimpiadi
- 1 medaglia:
  - 1 argento (Pechino 2008 negli 84 kg)

### Mondiali
- 1 medaglia:
  - 1 argento (Baku 2007 negli 84 kg)

### Giochi asiatici
- 1 medaglia:
  - 1 argento (Busan 2002 nei 74 kg)

### Campionati asiatici
- 2 medaglie:
  - 1 oro (New Delhi 2003 negli 84 kg)
  - 1 bronzo (Jeju 2008 negli 84 kg)